# GP La Marseillaise 2018
De 39e editie van de wielerwedstrijd GP La Marseillaise werd gehouden op 28 januari 2018. De renners reden 145,3 kilometer in en rond de stad Marseille. De wedstrijd maakte deel uit van de UCI Europe Tour 2018, in de categorie 1.1. Deze editie werd gewonnen door de Fransman Alexandre Geniez.

## Uitslag
| GP La Marseillaise 2018 |                      |                              |          |
| Plaats                  | Naam                 | Ploeg                        | Tijd     |
| Winnaar                 | Alexandre Geniez     | AG2R La Mondiale             | 3u39'47" |
| 2                       | Odd Christian Eiking | Wanty-Groupe Gobert          | z.t.     |
| 3                       | Lilian Calmejane     | Direct Énergie               | +23"     |
| 4                       | Jesús Herrada        | Cofidis                      | z.t.     |
| 5                       | Guillaume Martin     | Wanty-Groupe Gobert          | +2"      |
| 6                       | Rémy Di Grégorio     | Delko-Marseille Provence-KTM | +3"      |
| 7                       | Valentin Madouas     | Groupama-FDJ                 | +4"      |
| 8                       | Romain Bardet        | AG2R La Mondiale             | z.t.     |
| 9                       | Tony Gallopin        | AG2R La Mondiale             | +13"     |
| 10                      | Dimitri Claeys       | Cofidis                      | +1'52"   |

1980 · 1981 · 1982 · 1983 · 1984 · 1985 · 1986 · 1987 · 1988 · 1989 · 1990 · 1991 · 1992 · 1993 · 1994 · 1995 · 1996 · 1997 · 1998 · 1999 · 2000 · 2001 · 2002 · 2003 · 2004 · 2005 · 2006 · 2007 · 2008 · 2009 · 2010 · 2011 · 2012 · 2013 · 2014 · 2015 · 2016 · 2017 · 2018 · 2019 · 2020 · 2021 · 2022 · 2023 · 2024 · 2025